# Uloža
Uloža (bis 1927 slowakisch „Úloža“; deutsch Köppern, ungarisch Kőperény – bis 1907 Ulozsa) ist eine Gemeinde im Osten der Slowakei mit 247 Einwohnern (Stand 31. Dezember 2024) und gehört zum Okres Levoča, einem Kreis des Prešovský kraj sowie zur traditionellen Landschaft Zips.

## Geografie
Die Gemeinde befindet sich am Südhang der Leutschauer Berge unterhalb des Passes Krúžok (963 m n.m.). In der Nähe entspringen mehrere Bäche, die zum Einzugsgebiet von Hornád gehören, unter anderen der Levočský potok. Das Ortszentrum liegt auf einer Höhe von 884 m n.m. und ist sieben Kilometer von Levoča entfernt.
Nachbargemeinden sind Vyšné Repaše im Nordosten, kurz Jablonov im Osten, Klčov und Doľany im Süden, Spišský Hrhov im Südwesten und Levoča im Westen und Norden.

## Geschichte
Uloža wurde zum ersten Mal 1280 als Olusa schriftlich erwähnt und war bis 1848 im Untertanen-Verhältnis mit der nahen Stadt Leutschau. Mindestens zweimal fiel das Dorf dauernden Streitigkeiten zwischen Leutschau und Käsmark zum Opfer: 1531 und 1532 wurde es ausgeplündert. 1553 wurden hier 4,5 Porta verzeichnet. 1828 zählte man 56 Häuser und 403 Einwohner, die vorwiegend in der Landwirtschaft und Viehhaltung beschäftigt waren.
Bis 1918 gehörte der im Komitat Zips liegende Ort zum Königreich Ungarn und kam danach zur Tschechoslowakei beziehungsweise heute Slowakei.

## Bevölkerung
| Jahr                | 1994 | 2004    | 2014    | 2024     |
| ------------------- | ---- | ------- | ------- | -------- |
| Anzahl der Personen | 188  | 186     | 197     | 247      |
| Unterschied         |      | −1,06 % | +5,91 % | +25,38 % |

| Jahr                | 2023 | 2024    |
| ------------------- | ---- | ------- |
| Anzahl der Personen | 241  | 247     |
| Unterschied         |      | +2,48 % |

Gemäß der Volkszählung 2011 wohnten in Uloža 193 Einwohner, davon 187 Slowaken, zwei Russinen und je ein Magyare und Roma. Zwei Einwohner machten keine Angabe. 168 Einwohner bekannten sich zur römisch-katholischen Kirche, zehn Einwohner zur griechisch-katholischen Kirche und ein Einwohner zur reformierten Kirche; ein Einwohner war anderer Konfession. Neun Einwohner waren konfessionslos und bei vier Einwohnern wurde die Konfession nicht ermittelt.

## Bauwerke
- römisch-katholische Kirche aus der ersten Hälfte des 18. Jahrhunderts